# ヘルファイア (ミサイル)

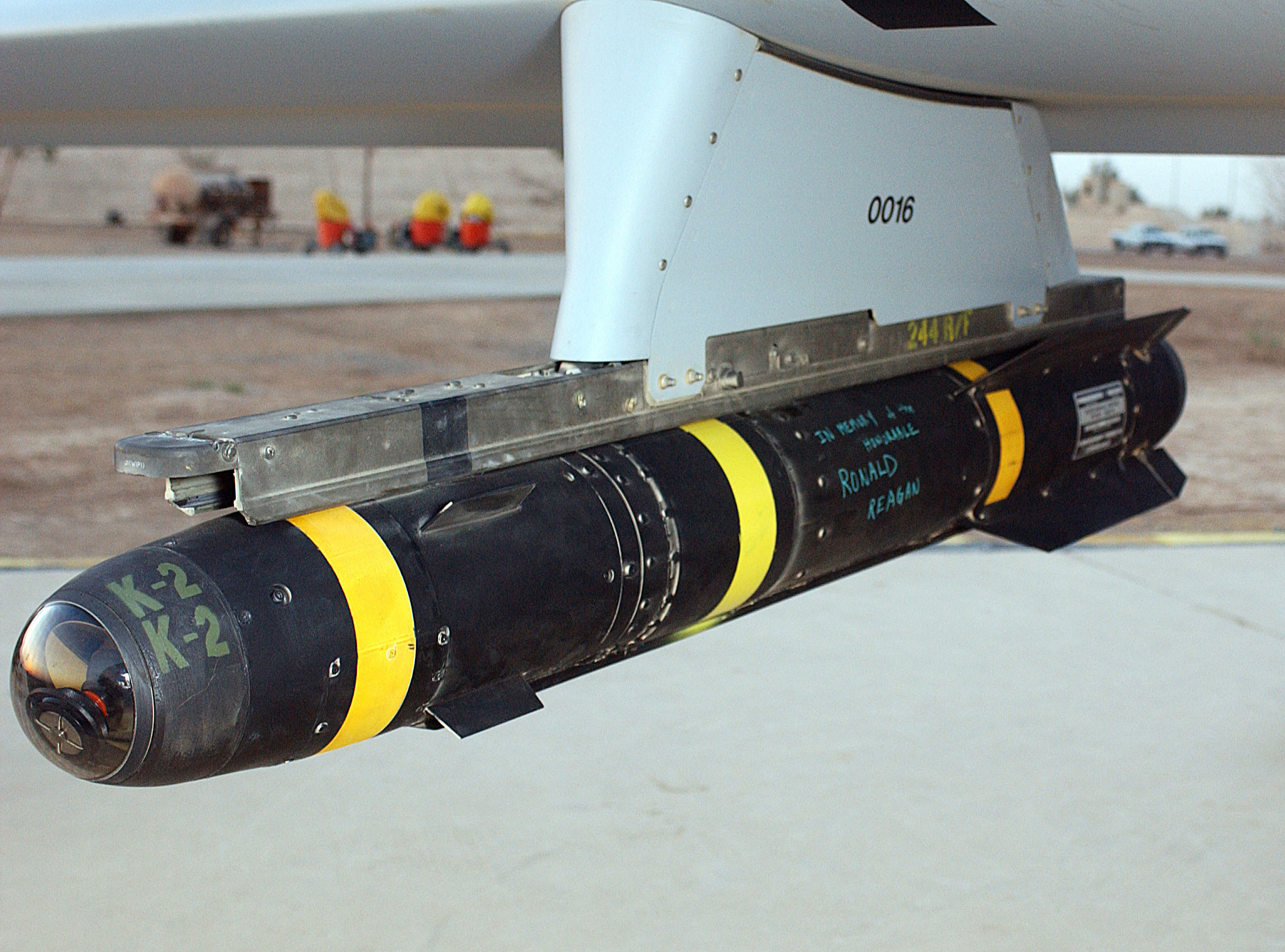
AGM-114K2 ヘルファイア

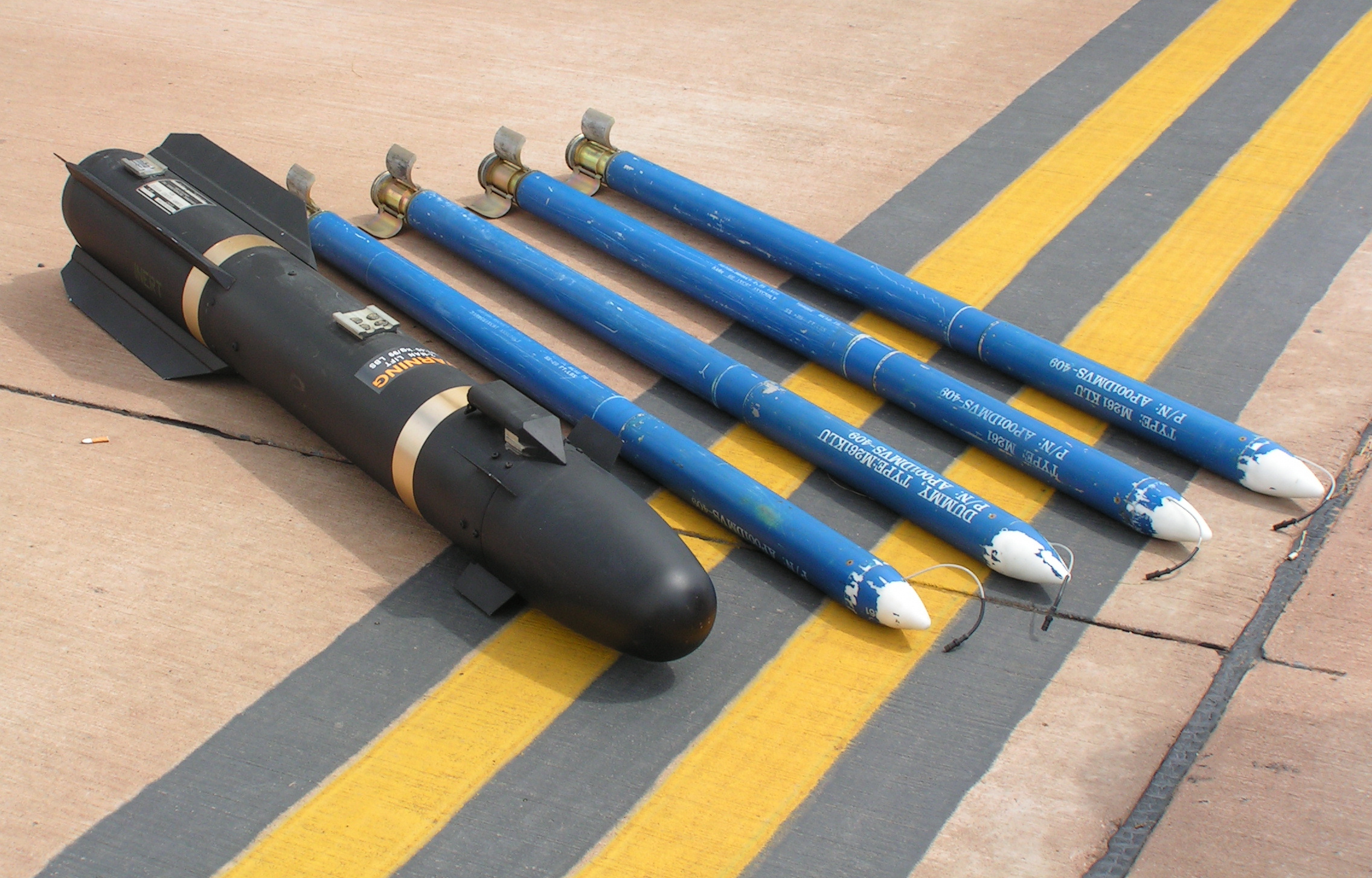
ヘルファイア（左）とハイドラ70ロケット弾（右）

AGM-114 ヘルファイア (Hellfire, Helicopter launched fire-and-forget) は、アメリカ合衆国の空対地ミサイルである。主に対戦車ミサイルとして使用されるが、対艦用も存在する。ヘルファイアの名称は、英語の「ヘリコプター発射の撃ちっぱなし（ミサイル）」を略したものだが、英単語としてのhellfireは「地獄の業火・烈火・ものすごい勢いで燃える炎」という意味もある。

## 概要
主に対戦車戦闘において使用される。基本となる誘導方法はセミアクティブレーザー誘導で、BGM-71 TOWのように誘導にワイヤーを用いないために飛翔速度が速く、着弾所要時間が短いため、敵に回避、反撃する機会を与えることなく攻撃できる。レーザー発信部とミサイル発射母機を別々に設置することもできる。
弾頭を対艦攻撃用に変更した物は、スウェーデン軍にRBS17の名称で採用された。
開発は1971年に開始され、1985年から実戦配備されている。
K型以降はヘルファイア IIとも呼ばれ、レーザー測距/誘導関係の機能が改良されている。さらに改良されたL型のロングボウ・ヘルファイア・モジュラー・ミサイル（英：Longbow Hellfire Modular Missile）は、ロングボウ・ヘルファイアとも通称され、ミリ波レーダーによるアクティブ・レーダー・ホーミング誘導に対応している。
初期バージョンのヘルファイアは、標的へのレーザー照射など継続的な誘導を必要とするため、名前の通りのファイア・アンド・フォーゲット（Fire-and-Forget、撃ったあとは忘れる・撃ちっぱなし）性能は持っていなかった。AGM-114L ロングボウ・ヘルファイアは発射後の誘導を必要とせず、ランチャー（発射器）と標的間に射線が形成されていなくても撃つことができ、撃ちっ放し性能を獲得している。
ヘルファイア、マーベリック、空中発射TOW ミサイルは、2010年までに統合共通ミサイルJCM（Joint Common Missile）に置き換えられる計画があったが、これは、2005年1月時点で中止され、ヘルファイアの改良と、国外への広範な販売は継続的に進められている。

## 戦歴
1991年1月17日に始まった、イラクにおける湾岸戦争の「砂漠の嵐」作戦の序盤、8機のAH-64 アパッチが、ヘルファイアとハイドラ70ロケット弾を使用し、二つのイラク軍早期警戒・地上管制レーダーサイトを破壊した。ジャスト・コーズ作戦でも使用され、7つの目標を破壊することに成功している。
2002年の初期以降、MQ-1 プレデター 無人偵察機からも発射されている。アフガニスタンに潜伏していたウサーマ・ビン・ラーディンに対して発射されたほか（暗殺未遂）、ターリバーン幹部の乗った車両に対しても発射されている。
ヘルファイアは、2003年からのイラク戦争においても実戦使用された。
2014年9月1日、ソマリアのアル・シャバブの拠点襲撃の際に、レーザー誘導爆弾とともに利用。最高指導者であるアハマド・アブディ・ゴダネが爆死している。

## 搭載兵器の一覧
- AH-1W スーパーコブラ
- AH-1Z ヴァイパー
- AH-64 アパッチ
- AH-64D アパッチ・ロングボウ
- RAH-66 コマンチ
- タイガー ARH
- 戦闘用ボート 90 H
- MH-60R/SH-60R シーホーク
- SH-60K/SH-60L
- OH-58D カイオワ・ウォリア
- P6297 ヘルファイア・ミサイルボート

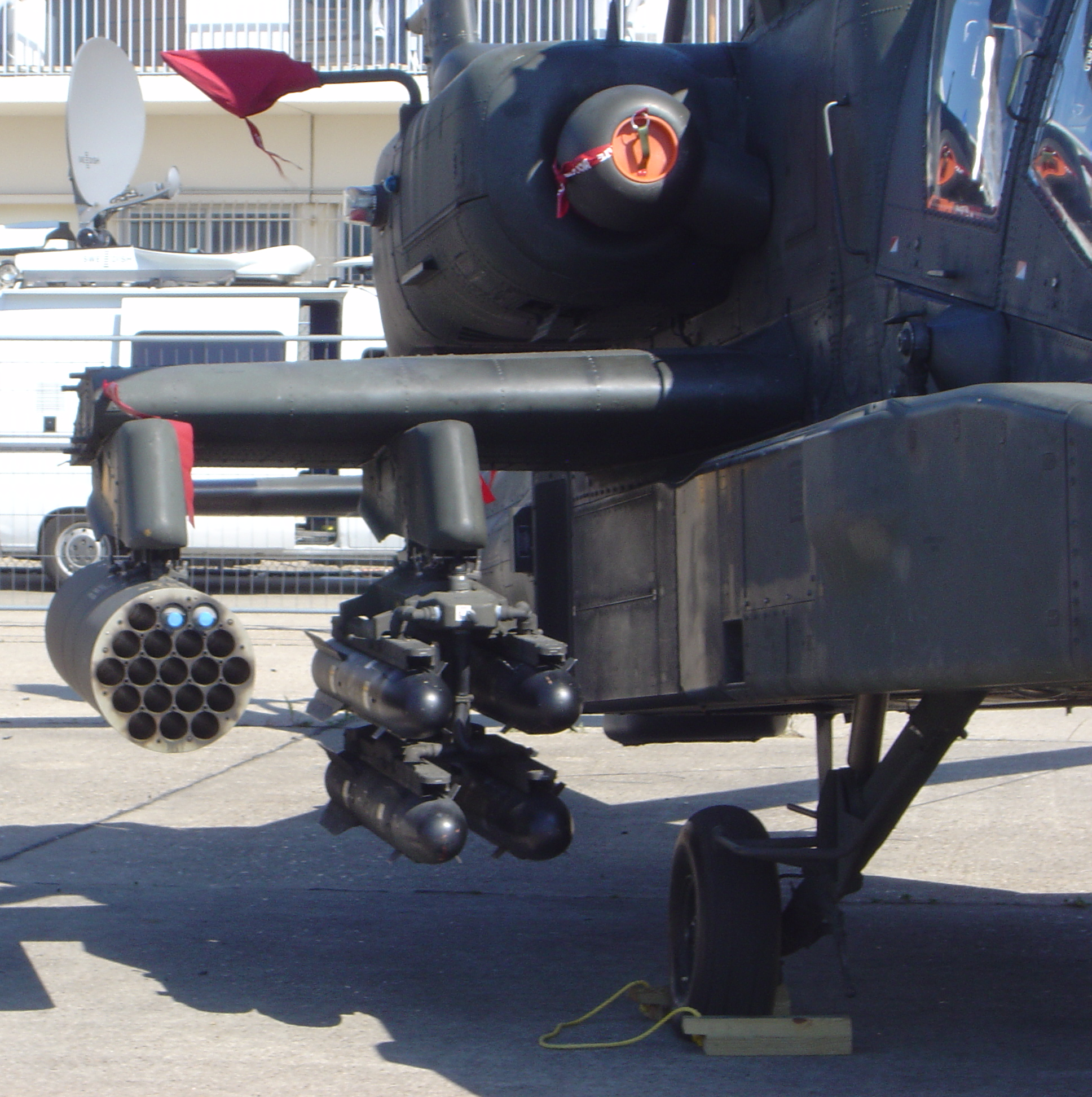
AH-64 アパッチに搭載されたヘルファイア

- 携帯型陸上発射システム（Portable Ground Launch System）
- MQ-1 プレデター
- MQ-8 ファイアスカウト
- MQ-9 リーパー
- MQ-1C グレイイーグル
- UH-60 ブラックホーク（オプション）
- WAH-64 アパッチ（イギリス軍向けAH-64D）
- AC-208 コンバットキャラバン（セスナ208 - 同機の軍用軽攻撃機型）
- ACN-235（CASA CN-235 - 同機のガンシップ型）
- AT-802U （エアトラクターAT-802 農業用トラクターの軍用軽攻撃機型）

また、テスト中のシステムとしては、次のようなものがある。
- ハンヴィーを含むBGM-71 TOW搭載車両（ITV=Improbed TOW Vehicle）
- C-130 ハーキュリーズへの搭載

スウェーデンとノルウェーでは、沿岸防衛のために対艦ミサイルとしてヘルファイアを使用している。

## 主な使用国
- エジプト
- フランス - 2023年時点で、フランス陸軍がヘルファイアIIを保有[3]。
- インド - 2024年時点で、インド空軍がAGM-114L/Rを保有[4]。
- イラク
- イスラエル
- 日本
- レバノン
- ノルウェー
- カタール - 2023年時点で、カタール空軍がAGM-111Rを保有[5]。
- サウジアラビア
- シンガポール - 2023年時点で、シンガポール空軍がAGM-111K/Lを保有[6]。
- スウェーデン
- 中華民国
- トルコ
- アラブ首長国連邦
- イギリス
- アメリカ合衆国

## 要目
数値は、基本型のもの。
- 製造者：ロックウェル・インターナショナル（現ボーイング）、ロッキード・マーティン、ノースロップ・グラマン
- 直径：17.8cm
- 翼幅：71cm
- 全長：163cm
- 重量：45kg
- 推進方式：固体推進ロケット方式
- 速度：425m/s
- 射程：0.5-8km

## 派生型
AGM-114A ヘルファイア
- 主目的：対戦車、対装甲車両
- 射程：8km
- 誘導方式：セミアクティブレーザー誘導
- 弾頭：8kg スーパーチャージHEAT （成形炸薬弾）
- 全長：163cm
- 重量：45kg

AGM-114B/C ヘルファイア
- M120E1 低発射煙ロケットモーターを採用。赤外線画像誘導も可能。
- B型は、輸送時の安全性のために、電子式安全・武装デバイス（SAD=Safing/Arming Device）を搭載している。
- 単体価格：25,000ドル

AGM-114D/E ヘルファイア
- AGM-114B/Cのデジタル自動航法版として提案された改良型。製造されなかった。

AGM-114F ヘルファイア
- 主目的：対戦車、対装甲車両
- 射程：7km
- 誘導方式：セミアクティブレーザー誘導
- 弾頭：9kg タンデム配列HEAT
- 全長：180cm
- 重量：48.5kg

AGM-114G ヘルファイア
- AGM-114FのSAD対応として提案された改良型。製造されなかった。

AGM-114H ヘルファイア
- AGM-114Fのデジタル自動航法版として提案された改良型。製造されなかった。

AGM-114J Hellfire II
- AGM-114Fの軽量化・胴体長短縮・射程延長を行うと提案された改良型。製造されなかった。

AGM-114K ヘルファイア II
- 主目的：対戦車、対装甲車両
- 射程：9km
- 誘導方式：セミアクティブレーザー誘導
  - デジタル自動航法
  - 電子光学的に対抗策を強化
  - レーザーロックが外れても目標を再認識するように改修
- 新型の電子式SADを搭載
- 弾頭：9kg タンデム配列HEAT
- 全長：163cm
- 重量：45kg
- 単体価格：65,000USドル

AGM-114L ロングボウ・ヘルファイア
- 主目的：対戦車、対装甲車両
- 射程：9km
- 誘導方式
  - ファイア・アンド・フォーゲット（撃ちっ放し）方式
  - 慣性誘導
  - ミリ波レーダーシーカー
  - 「ホーム・オン・ジャム」対妨害源モード
- 弾頭：9kg タンデム配列HEAT
- 全長：176cm
- 重量：49kg

AGM-114P ヘルファイアII
- Version of AGM-114K optimized for use from UAVs flying at high altitude
- AGM-114Kのレーザーシーカーの探知可能範囲を40度から180度に拡大し、高高度のUAVから使えるように最適化した改良型。

AGM-114M ヘルファイアII
- 主目的：掩蔽壕、軽車両、都市の非装甲目標、洞窟内
- 射程：8km
- 誘導方式：セミアクティブレーザー誘導
- 弾頭：爆破破砕・焼夷
- 全長：163cm
- 重量：48kg

AGM-114N ヘルファイアII
- 主目的：陣地、船舶、市外目標、対空兵器
- 射程：8km
- 誘導方式：セミアクティブレーザー誘導
- 弾頭：金属サーモバリック弾（圧力増強型）
- 全長：163cm
- 重量：48kg

AGM-114R ヘルファイア II (Hellfire Romeo)
- 生産： 2012-生産中
- 多目的に使用できる、2015年現在最新のヘルファイア。
- 射程：8 km (8,700 yd)
- 誘導方式：セミアクティブレーザー誘導
- 全長：163 cm (5 ft 4 in)[8]
- 重量：49 kg (108 lb)
- 価格：99,600 USドル(2015年)[9]

AGM-114R9X
- 主目的：要人殺害
- 重量：約100 lb (45 kg)
- 爆薬を持たない代わりに、6つの刃が内蔵された弾頭を搭載しているミサイルで、発射されると刃が展開、要人に突っ込み押し潰したり切り刻んだりすることで殺害する。その特殊な構造と暗殺に特化した運用思想から、専ら「ニンジャ爆弾」とのニックネームで呼ばれている。

このような特殊な構造は、民間人への巻き添え被害を発生しないために設計されたものである。このミサイルは爆薬を持たないため爆発を起こさず、被害半径は従来のミサイルに比べ格段に小さい。巻き添え被害を発生させてしまうと世論の反発を生みやすいので、こうした威力の小さいミサイルが開発されたとされる。また、このミサイルを運用するアメリカが人道に配慮した国家であることをアピールする狙いもあるとされる。
アメリカが公式に認めているものではないが、2017年のアルカイーダ幹部殺害に実戦投入されたと見られている。2022年7月31日にはアイマン・ザワーヒリーの暗殺にも用いられた。

## ロケットモーター
- 製造者：アライアント・テックシステムズ
- 制式名
  - M120E3（アメリカ陸軍）
  - M120E4（アメリカ海軍）
- 特徴
  - 最低限に抑えられた発射煙
  - 「ロッド・アンド・チューブ」推進設計（推進剤が棒状と筒状の二つある）
  - ネオプレンによる接着設計
- 性能
  - 動作温度：-43℃~63℃
  - 保管温度：-43℃~71℃
  - 有効期限：20年以上（評価済み）
- 技術データ
  - 重量：14.2kg
  - 長さ：59.3cm
  - 直径：18cm
  - 筐体：7075-T73 アルミニウム
  - 絶縁体：R-181 アラミド・ファイバー充填EPDM
  - ノズル：フェノールセルロース
  - 推進剤：低発射煙XLDB（Cross Linked Double Based）推進剤

## 登場作品

### 映画
『THE NEXT GENERATION -パトレイバー- 首都決戦』
テログループが運用するステルス攻撃ヘリコプター「AH-88J2改 グレイゴースト」の搭載兵器として登場。レインボーブリッジを攻撃するために使用される。
『アイ・イン・ザ・スカイ 世界一安全な戦場』
MQ-9 リーパーに搭載されたものが、テロリストに対する攻撃に使用される。
『シン・ゴジラ』
立川駐屯地所属のAH-64Dに搭載されたものが、ゴジラの東京都内侵入を防ぐために行われたB-2号計画「タバ作戦」で、アメリカ空軍所属のMQ-1・MQ-9に搭載されたものが、終盤の「ヤシオリ作戦」でゴジラに対して使用される。
『ドローン・オブ・ウォー』
アメリカ空軍所属のMQ-9に搭載されたものが、タリバン兵に対して使用される。
『ランペイジ 巨獣大乱闘』
アメリカ陸軍の墜落したAH-64に搭載されたものを、主人公のデイビスが射撃手席に乗り込む形で巨獣リジーに使用する。

### アニメ・漫画
『絶園のテンペスト』
国防軍のAH-64Dに搭載されたものが、絶園の樹に対して使用される。
『続・戦国自衛隊』
漫画・小説版にて、戦国時代へタイムスリップしたアメリカ軍の攻撃ヘリコプターに搭載されたものが、同様にタイムスリップし、「関ヶ原の戦い」で西軍に味方する自衛隊に対して使用される。
漫画版ではAH-64D アパッチ・ロングボウに、小説版ではAH-1W スーパーコブラに搭載されている。
『超時空DDH ヘリ母艦南海の決戦』
第二次世界大戦時へタイムスリップした、陸上自衛隊のAH-64Dと架空のひゅうが型護衛艦「しなの」の艦載機であるSH-60K 哨戒ヘリコプターに搭載されたものが、襲来する旧アメリカ軍機に対して使用される。
『ルパン三世 PART5』
EPISODE Iにてブワンダ共和国軍のMi-8に搭載され、ルパン三世らに対して使用される。

### 小説
『MM9』
第2巻「―invasion―」に登場。陸上自衛隊のAH-64Dに搭載されたものが、怪獣6号「ゼロケルビン」に対して使用される。
『日本北朝鮮戦争 自衛隊武装蜂起』
陸上自衛隊のAH-64Dに搭載されたものが、はつゆき型護衛艦「はまゆき」を難民船に紛れて攻撃していた、北朝鮮の工作船に対して使用される。
『ルーントルーパーズ 自衛隊漂流戦記』
異世界へ飛ばされた陸上自衛隊のAH-64Dに搭載されたものが、フィルボルグ継承帝国の竜騎士に対して使用される。

### ゲーム
『War Thunder』
プレイヤーがゲーム内通貨で購入可能なAH-64系列や、そのた米国、西側諸国ツリーのヘリコプターに搭載される。機体によって型式も異なる。また機首カメラが操作可能な機体ではカメラを用いたレーザー誘導も可能。
『Operation Flashpoint: Dragon Rising』
AH-1Z ヴァイパーに搭載されて登場する。
『Wargame Red Dragon』
NATO陣営で使用可能な各種ヘリコプターや艦船の武装としてAGM-114AとAGM-114Cが登場する。
『バトルフィールドシリーズ』
『BF2』
AH-1ZとAH-64D アパッチ・ロングボウに搭載されて登場する。
『BF2MC』
AH-64DとAS-665 ティーガーに搭載されて登場する。
『BFBC2』
AH-64DとUAV1に搭載されて登場する。
『BF3』
「誘導ミサイル」の名称で登場し、AH-1ZとAH-6J リトルバードに搭載できる。
『BF4』
「レーザー誘導ミサイル」の名称で登場し、高速戦闘艇と偵察ヘリに搭載できる。
『マーセナリーズ』
国連軍が使用するAH-64D（作中での名称は「YAH-56」）と韓国軍が使用するRAH-66 コマンチ（作中での名称は「LHX」）に搭載されて登場する。
『マーセナリーズ2 ワールド イン フレームス』
連合軍が使用するAH-1W スーパーコブラと、PMCが使用するバギーカーの武装として登場する。
『メタルギアソリッド』『メタルギアソリッド4』
メタルギアREXに搭載されている。